# Угон колії
Угон колії — поздовжнє переміщення рейки під колесами поїзда під час його проходу, як правило спрямоване в бік його руху. Угон викликає серйозні порушення в роботі залізничного шляху.

## Походження
Угон виникає в тих випадках, коли поточне утримання колії знаходиться на незадовільному рівні, що призводить до порушення стійкості. При проході коліс по рейці останній прогинається під вагою вагона, що призводить до збільшення опору руху, тобто до появи сили, яка гальмує поїзд. Однак, по третім законом Ньютона, з'являється і сила, яка намагається захопити шлях за потягом. Таким чином, при ослабленні рейкових скріплень рейки починають прослизати по основі. Зокрема, якщо на рейках не встановлено спеціальні засоби проти угону колії, при проході двовісного вагонного візка рейки переміщуються на 0,03-0,06 мм, а отже, прохід поїзда з 50 вагонів (200 осей) призводить до угону шляху вже від 3 до 6 мм. Особливо ймовірне виникнення угону колії на затяжних спусках, що пов'язано з пригальмовуванням на них поїздів, необхідним для обмеження зростання швидкості.

## Наслідки угону колії
Угон колії призводить до порушення стикових зазорів: на одному кінці ділянки колії вони стають практично нульовими, а на іншому — занадто великими.
Протягом ділянки з нульовими зазорами в літній час при високій температурі в рейках з'являються великі подовжні стискувальні зусилля, через те що рейки втрачають можливість подовжуватися. Це може привести до порушення стійкості рейкошпальної решітки, а в безстиковій колії до викиду колії.
У зоні гранично розтягнутих зазорів в зимовий час при низьких температурах, в рейках з'являються значні розтягуючі зусилля, наслідком чого може бути зріз болтів і роз'єднання стиків. А в безстикової колії навіть до розрив рейок (для марок Р50 і нижче).
При браку баласту або його поганому ущільненні можливий угон рейок разом зі шпалами. У свою чергу зсуву шпал зі своїх ущільнених ліжок призводить до осідань колії, що найбільш небезпечно у стикових шпалах, оскільки веде до збільшення динамічного впливу на шлях.

## Заходи запобігання угону
Угон виникає там де застосовуються костильного скріплення в той час як, використання роздільних проміжних скріплень з пружними елементами надійно захищають колію від угону. Також постановка колії на щебінь збільшує опір шпали подовжньому переміщенню. Якщо ж конструкція проміжних скріплень не має протиугонних властивостей, то для запобігання угону рейок відносно шпал застосовують протиугони.
З 1947 на радянських залізницях застосовувалися самозаклинювальні протиугони. З 1960-х років їм на зміну прийшли пружинні протиугони, які можуть сприймати поздовжні сили до 8 кілоньютон.
На звичайних магістральних залізницях такі протиугон ставляться в кількості від 18 до 44 на кожне 25-метрове колійне ланка, а на високошвидкісних магістралях і на шляхах метрополітену — практично на кожній шпалі.